# Asmate radiata
Asmate radiata là một loài bướm đêm trong họ Geometridae.